# Wisdom Amey
Wisdom Amey (Bassano del Grappa, 11 de agosto de 2005) es un futbolista italiano que juega como defensa y su equipo actual es el Bologna F. C. de la Serie A de Italia.

## Trayectoria
Creció en las juveniles del Bassano Virtus y Vicenza Virtus, antes de unirse a la academia del Bolonia F. C. en 2019. Hizo su debut profesional el 12 de mayo del 2021 entrando al minuto 89 en la derrota por 2-0 en la Serie A ante el Genoa C. F. C. y se convirtió el debutante más joven en la historia de la Serie A a la edad de 15 años y 274 días rompiendo el récord de Pietro Pellegri y siendo superado por Francesco Camarda.

## Estadísticas

### Clubes
Actualizado al último partido disputado el 21 de mayo de 2022.
| Club          | Temporada     | Liga          | Liga     | Liga  | Copa nacional | Copa nacional | Torneos internacionales | Torneos internacionales | Total    | Total |
| Club          | Temporada     | División      | Partidos | Goles | Partidos      | Goles         | Partidos                | Goles                   | Partidos | Goles |
| ------------- | ------------- | ------------- | -------- | ----- | ------------- | ------------- | ----------------------- | ----------------------- | -------- | ----- |
| Bologna F. C. | 2020-21       | 1.ª           | 1        | 0     | 0             | 0             | -                       | -                       | 1        | 0     |
| Bologna F. C. | 2021-22       | 1.ª           | 1        | 0     | 0             | 0             | -                       | -                       | 1        | 0     |
| Bologna F. C. | 2022-23       | 1.ª           | 0        | 0     | 0             | 0             | -                       | -                       | 0        | 0     |
| Bologna F. C. | Total Club    | Total Club    | 2        | 0     | 0             | 0             | 0                       | 0                       | 2        | 0     |
| Total Carrera | Total Carrera | Total Carrera | 2        | 0     | 0             | 0             | 0                       | 0                       | 2        | 0     |

## Vida personal
Nació en Italia en 2005 de padre togolés y madre nigeriana.